# Аурир, Айман
Айман Аурир (нем. Ayman Aourir; араб. أيمن أورير‎; род. 6 октября 2004, Кёльн, Северный Рейн-Вестфалия) — марокканский футболист, нападающий клуба «Айнтрахт» (Хокеппель).

## Клубная карьера
Аурир — воспитанник клубов «Остейм», «Виктория» (Кёльн) и «Байер 04». 30 ноября 2023 года в поединке Лиги Европы против шведского «Хеккена» он дебютировал за основной состав последних.